# Ministerium Ficquelmont
Das Ministerium Ficquelmont des Kaisertums Österreich unter dem Vorsitz von Ministerpräsident Karl Ludwig von Ficquelmont amtierte vom 19. April bis zum 4. Mai des Jahres 1848.

## Geschichte
Nach dem raschen Rücktritt des ersten Ministerpräsidenten des Kaisertums Österreich Franz Anton von Kolowrat-Liebsteinsky folgte als Ministerpräsident Karl Ludwig von Ficquelmont, der jedoch als Angehöriger der Partei Metternichs und ausgewiesener Freund Russlands durch Demonstrationen bereits Anfang Mai zum Rücktritt gezwungen war. Ihm folgte als Ministerpräsident Franz von Pillersdorf, dessen Opposition gegen das herrschende System um Metternich bekannt war.

## Mitglieder des Ministerrats
- Karl Ludwig von Ficquelmont (1777–1857), Ministerpräsident und Minister des Auswärtigen
- Peter von Zanini, Kriegsminister bis 29. April 1848
- Theodor Baillet de Latour (1780–1848), Kriegsminister ab 29. April 1848
- Philipp von Krauß (1792–1861), Finanzminister
- Franz von Pillersdorf (1786–1862), Minister des Innern
- Franz Seraph von Sommaruga (1780–1860), Minister für Kultus
- Ludwig Graf Taaffe, Minister für Justiz